# Anatoli Lein
Anatoli Iakovlevitch Lein est un joueur d'échecs soviétique puis américain né le 28 mars 1931 à Léningrad et mort le 1er mars 2018 à Beachwood (Ohio).
Grand maître international depuis 1968, il a remporté le championnat de la Russie en 1963, le championnat de Moscou 1971, le mémorial Capablanca en 1971 et le championnat open des États-Unis en 1976.

## Biographie

### Un grand maître soviétique
Anatoli Lein est né en 1931 à Léningrad. Il fit des études de mathématiques. Il participa à sa première finale du championnat d'URSS d'échecs en décembre 1961  à Bakou et finit 17e-18e (Boris Spassky remporta le titre). En 1962, il disputa le match URSS - Bulgarie ; l'année suivante, il remporta le championnat de la RSFSR en 1963 à Tcheliabinsk puis il obtint le titre de maître international en 1964.
Lein participa à sept finales du championnat soviétique : en 1961, 1964-1965, 1966-1967, 1967, 1968-1969, 1971 et 1972. Ses meilleurs résultats en championnat d'URSS furent une septième place à Kiev en 1964-1965 (victoire de Kortchnoï) et une sixième place à Tbilissi en 1966-1967 (victoire de Leonid Stein; Lein réussit à battre Lev Polougaïevski, Vladimir Savon et l'ancien champion du monde Vassily Smyslov). L'année suivante, il reçut le titre de grand maître international en 1968. Il devint champion de Moscou en 1971.
Lein a gagné les tournois internationaux de :
- Sarajevo 1968 ;
- Moscou 1970 (tournoi international du club central, ex æquo avec Moïsseïev) ;
- Cienfuegos 1971 (mémorial Capablanca, +9 =10) :
- Novi Sad 1972 et 1973 (à chaque fois sur le score de +9 =6) ;
- Varna (Bulgarie) 1974.

### Installation aux États-Unis

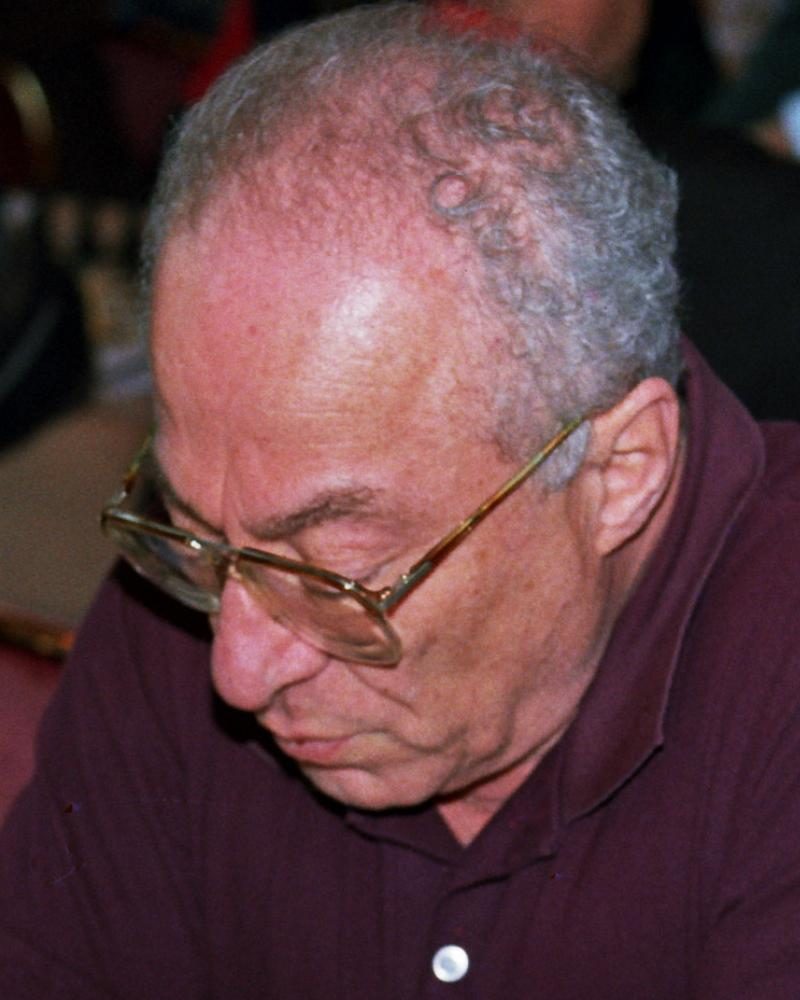
Anatoli Lein en 1995.

En 1976, Lein émigra aux États-Unis et s'installa à New York avec Leonid Chamkovitch. La même année, il gagna le championnat open des États-Unis à Fairfax (Virginie), ex æquo avec Chamkovitch, et l'open international à New York, ex æquo avec Bernard Zuckerman. Par la suite, il remporta les tournois de :
- Rome 1976,
- New York 1977,
- Brisbane 1979,
- Grand Manan 1984 (ex æquo avec Yasser Seirawan),
- Berlin-Ouest 1984 et
- Vestmannaeyjar 1985.

En 1977, Anatoli Lein finit cinquième-sixième du championnat des États-Unis, remporté par Walter Browne, cinquième-septième en 1978, sixième-septième en 1980, neuvième en 1981, 8e-9e en 1983, 11e-13e en 1986.
En 1978, Lein joua au troisième échiquier des États-Unis lors de l'olympiade de Buenos Aires et reçut la médaille de bronze par équipe.
En 1979, il finit troisième après Viktor Kortchnoï et Ljubomir Ljubojević à Sao Paulo.
Anatoli Lein fut champion du New Jersey de 1992 à 1994.